# U.S. Open (golf)
Lo United States Open Championship, meglio conosciuto come U.S. Open, è un torneo golfistico annuale statunitense. Insieme all'Open Championship, Augusta Masters e PGA Championship è uno dei quattro Major. Viene inserito sia nel programma del PGA Tour che nell'European Tour ed è organizzato dalla United States Golf Association (USGA) verso la metà di giugno. Tipicamente, il giro finale viene disputato la terza domenica del mese, in occasione della Festa del papà.

## Storia
Il primo torneo U.S. Open venne disputato il 4 ottobre 1895 sul campo di nove buche al Newport Country Club di Newport, Rhode Island. La competizione consisteva in un percorso totale di 36 buche (quattro giri del campo) e venne giocata in un solo giorno. Si sfidarono dieci professionisti e un amatore; vinse uno dei professionisti, il ventunenne inglese Horace Rawlins, che era giunto negli Stati Uniti nel gennaio dello stesso anno. Ricevette un premio di $150 e una medaglia d'oro del valore di $50; ricevette inoltre il trofeo degli U.S. Open che poté conservare per un anno. Nel 1898 si giocò la prima edizione su 72 buche e la durata fu estesa a due giorni. I primi U.S. Open vennero vinti da esperti golfisti britannici, tra cui lo scozzese Willie Anderson, che ottenne tre successi consecutivi tra 1903 e 1905; nel 1911 John McDermott divenne il primo statunitense a vincere il torneo e da allora i giocatori statunitensi sono abituali dominatori del campionato. Due anni dopo fu introdotta la fase di qualificazione: i 32 giocatori con il punteggio più basso dopo i due turni del martedì e del mercoledì avanzavano al torneo vero e proprio, giocato nei due giorni successivi. L'attuale formato con 18 buche al giorno per quattro giorni fu introdotto nel 1965.
Dal 1926 al 1964 il titolo è stato vinto solo da giocatori dagli Stati Uniti, mentre a tutt'oggi solo 6 altre nazioni hanno conquistato il trofeo, tra cui il Sudafrica, campione per 5 volte dal 1965. Per la prima volta dal 1910, quattro non-americani si sono guadagnati consecutivamente il gradino privilegiato del podio nel periodo 2004-2007: il sudafricano Retief Goosen (2004), il neozelandese Michael Campbell (2005), l'australiano Geoff Ogilvy (2006) e l'argentino Ángel Cabrera (2007). Il primo europeo a riconquistare il titolo dopo l'inglese Tony Jacklin (1970) fu il nordirlandese Graeme McDowell nel 2010.

## Caratteristiche del torneo
Il torneo si disputa sulla distanza di 72 buche, su classici campi della tradizione golfistica americana, che per l'occasione sono resi ancora più impegnativi: il tipico punteggio del vincitore dello U.S. Open è infatti attorno al par del campo. Al 2020, i campi che hanno ospitato più edizioni del torneo sono: Oakmont Country Club (9 edizioni, ultima nel 2016), Baltusrol Golf Club (7, ultima nel 1993), Oakland Hills Country Club (6, ultima nel 1996), Pebble Beach Golf Links (6, ultima nel 2019) e Winged Foot Golf Club (6, ultima nel 2020).
Se al termine delle 72 buche ci sono due o più giocatori in testa alla classifica a pari colpi, il vincitore è deciso con uno spareggio (playoff). Fino al 2018 il playoff, a differenza degli altri major, si teneva il lunedì sulla distanza di 18 buche: il giocatore che terminava questo quinto giro con il minore numero di colpi vinceva il torneo. Se la parità persisteva anche dopo le 90 buche, si proseguiva con la sudden death: il giocatore che completava la novantunesima buca con un colpo di vantaggio sull'avversario vinceva il torneo. Il ricorso alla sudden death si è reso necessario in tre occasioni: nel 1990, nel 1994 e nel 2008.
A partire dall'edizione 2018, il playoff su 18 buche è stato abbandonato in favore del playoff su due buche.

## Qualificazione
Al torneo partecipano 156 giocatori, di cui circa metà provengono dalle qualificazioni, che sono organizzate in due fasi: le qualificazioni locali, che si tengono su più di 100 campi sparsi in tutti gli Stati Uniti, e le qualificazioni di sezione, a cui partecipano i giocatori che superano la prima fase ed altri che ne sono esenti e si tengono su vari campi statunitensi, su un campo europeo e su uno giapponese.
Sono invece esenti dalle qualificazioni: i vincitori delle ultime 10 edizioni dello U.S. Open, il vincitore ed il secondo classificato dello U.S. Amateur dell'anno precedente (purché rimangano amateur), il vincitore dell'Amateur Championship dell'anno precedente (purché rimanga un amateur), il vincitore della medaglia "Mark H. McCormack" dell'anno precedente (purché rimanga un amateur), i vincitori delle ultime cinque edizioni degli altri tre major, i vincitori degli ultimi tre Players Championship, il vincitore dell'ultimo BMW PGA Championship, il vincitore dell'ultimo U.S. Senior Open, i primi dieci classificati dell'ultimo U.S. Open, i qualificati al Tour Championship dell'anno precedente, i primi 60 giocatori dell'Official World Golf Rankings due mesi prima dell'inizio del torneo e i primi 60 un mese e mezzo prima dell'inizio del torneo.

## Albo d'oro
| Anno                                                           | Campione              | Nazionalità      | Campo                                          | Luogo                           | Punteggio  |
| -------------------------------------------------------------- | --------------------- | ---------------- | ---------------------------------------------- | ------------------------------- | ---------- |
| 2025                                                           | J. J. Spaun           | Stati Uniti      | Oakmont Country Club                           | Plum                            | 279 (-1)   |
| 2024                                                           | Bryson DeChambeau (2) | Stati Uniti      | Pinehurst Resort                               | Pinehurst                       | 274 (-6)   |
| 2023                                                           | Wyndham Clark         | Stati Uniti      | Los Angeles Country Club                       | Los Angeles                     | 270 (-10)  |
| 2022                                                           | Matt Fitzpatrick      | Inghilterra      | The Country Club                               | Brookline                       | 274 (-6)   |
| 2021                                                           | Jon Rahm              | Spagna           | Torrey Pines                                   | San Diego                       | 278 (-6)   |
| 2020                                                           | Bryson DeChambeau     | Stati Uniti      | Winged Foot Golf Club                          | Mamaroneck                      | 274 (-6)   |
| 2019                                                           | Gary Woodland         | Stati Uniti      | Pebble Beach Golf Links                        | Pebble Beach                    | 271 (-13)  |
| 2018                                                           | Brooks Koepka (2)     | Stati Uniti      | Shinnecock Hills Golf Club                     | Shinnecock Hills                | 281 (+1)   |
| 2017                                                           | Brooks Koepka         | Stati Uniti      | Erin Hills                                     | Erin                            | 272 (–16)  |
| 2016                                                           | Dustin Johnson        | Stati Uniti      | Oakmont Country Club                           | Oakmont                         | 276 (–4)   |
| 2015                                                           | Jordan Spieth         | Stati Uniti      | Chambers Bay                                   | University Place (Washington)   | 275 (–5)   |
| 2014                                                           | Martin Kaymer         | Germania         | Pinehurst Resort, Course No. 2                 | Pinehurst                       | 271 (–9)   |
| 2013                                                           | Justin Rose           | Inghilterra      | Merion Golf Club, East Course                  | Ardmore                         | 281 (+1)   |
| 2012                                                           | Webb Simpson          | Stati Uniti      | Olympic Club, Lake Course                      | San Francisco (California)      | 281 (+1)   |
| 2011                                                           | Rory McIlroy          | Irlanda del Nord | Congressional Country Club Blue Course         | Bethesda                        | 268 (-16)  |
| 2010                                                           | Graeme McDowell       | Irlanda del Nord | Pebble Beach Golf Links                        | Pebble Beach                    | 284 (E)    |
| 2009                                                           | Lucas Glover          | Stati Uniti      | Bethpage State Park, Black Course              | Farmingdale                     | 276 (−4)   |
| 2008                                                           | Tiger Woods (3)       | Stati Uniti      | Torrey Pines Golf Course, South Course         | La Jolla (California)           | 283 (−1)PO |
| 2007                                                           | Ángel Cabrera         | Argentina        | Oakmont Country Club                           | Oakmont                         | 285 (+5)   |
| 2006                                                           | Geoff Ogilvy          | Australia        | Winged Foot Golf Club, West Course             | Mamaroneck                      | 285 (+5)   |
| 2005                                                           | Michael Campbell      | Nuova Zelanda    | Pinehurst Resort, Course No. 2                 | Pinehurst                       | 280 (E)    |
| 2004                                                           | Retief Goosen (2)     | Sudafrica        | Shinnecock Hills Golf Club                     | Shinnecock Hills                | 276 (−4)   |
| 2003                                                           | Jim Furyk             | Stati Uniti      | Olympia Fields Country Club, North Course      | Olympia Fields (Illinois)       | 272 (−8)   |
| 2002                                                           | Tiger Woods (2)       | Stati Uniti      | Bethpage State Park, Black Course              | Farmingdale (New York)          | 277 (−3)   |
| 2001                                                           | Retief Goosen         | Sudafrica        | Southern Hills Country Club                    | Tulsa (Oklahoma)                | 276 (−4)PO |
| 2000                                                           | Tiger Woods           | Stati Uniti      | Pebble Beach Golf Links                        | Pebble Beach                    | 272 (−12)  |
| 1999                                                           | Payne Stewart (2)     | Stati Uniti      | Pinehurst Resort, Course No. 2                 | Pinehurst (Carolina del Nord)   | 279 (−1)   |
| 1998                                                           | Lee Janzen (2)        | Stati Uniti      | Olympic Club, Lake Course                      | San Francisco (California)      | 280 (E)    |
| 1997                                                           | Ernie Els (2)         | Sudafrica        | Congressional Country Club, Blue Course        | Bethesda (Maryland)             | 276 (−4)   |
| 1996                                                           | Steve Jones           | Stati Uniti      | Oakland Hills Country Club, South Course       | Bloomfield Hills (Michigan)     | 278 (−2)   |
| 1995                                                           | Corey Pavin           | Stati Uniti      | Shinnecock Hills Golf Club                     | Shinnecock Hills                | 280 (E)    |
| 1994                                                           | Ernie Els             | Sudafrica        | Oakmont Country Club                           | Oakmont (Pennsylvania)          | 279 (−5)PO |
| 1993                                                           | Lee Janzen            | Stati Uniti      | Baltusrol Golf Club, Lower Course              | Springfield (New Jersey)        | 272 (−8)   |
| 1992                                                           | Tom Kite              | Stati Uniti      | Pebble Beach Golf Links                        | Pebble Beach                    | 285 (−3)   |
| 1991                                                           | Payne Stewart         | Stati Uniti      | Hazeltine National Golf Club                   | Chaska (Minnesota)              | 282 (−6)PO |
| 1990                                                           | Hale Irwin (3)        | Stati Uniti      | Medinah Country Club, Course No. 3             | Medinah (Illinois)              | 280 (−8)PO |
| 1989                                                           | Curtis Strange (2)    | Stati Uniti      | Oak Hill Country Club, East Course             | Rochester (New York)            | 278 (−2)   |
| 1988                                                           | Curtis Strange        | Stati Uniti      | The Country Club, Composite Course             | Brookline (Massachusetts)       | 278 (−6)PO |
| 1987                                                           | Scott Simpson         | Stati Uniti      | Olympic Club, Lake Course                      | San Francisco (California)      | 277 (−3)   |
| 1986                                                           | Raymond Floyd         | Stati Uniti      | Shinnecock Hills Golf Club                     | Shinnecock Hills                | 279 (−1)   |
| 1985                                                           | Andy North (2)        | Stati Uniti      | Oakland Hills Country Club, South Course       | Bloomfield Hills (Michigan)     | 279 (−1)   |
| 1984                                                           | Fuzzy Zoeller         | Stati Uniti      | Winged Foot Golf Club, West Course             | Mamaroneck                      | 276 (−4)PO |
| 1983                                                           | Larry Nelson          | Stati Uniti      | Oakmont Country Club                           | Oakmont (Pennsylvania)          | 280 (−4)   |
| 1982                                                           | Tom Watson            | Stati Uniti      | Pebble Beach Golf Links                        | Pebble Beach                    | 282 (−6)   |
| 1981                                                           | David Graham          | Australia        | Merion Golf Club, East Course                  | Ardmore (Pennsylvania)          | 273 (−7)   |
| 1980                                                           | Jack Nicklaus (4)     | Stati Uniti      | Baltusrol Golf Club, Lower Course              | Springfield (New Jersey)        | 272 (−8)   |
| 1979                                                           | Hale Irwin (2)        | Stati Uniti      | Inverness Club                                 | Toledo (Ohio)                   | 284 (E)    |
| 1978                                                           | Andy North            | Stati Uniti      | Cherry Hills Country Club                      | Cherry Hills Village (Colorado) | 285 (+1)   |
| 1977                                                           | Hubert Green          | Stati Uniti      | Southern Hills Country Club                    | Tulsa (Oklahoma)                | 278 (−2)   |
| 1976                                                           | Jerry Pate            | Stati Uniti      | Atlanta Athletic Club, Highlands Course        | Duluth (Georgia)                | 277 (−3)   |
| 1975                                                           | Lou Graham            | Stati Uniti      | Medinah Country Club, Course No. 3             | Medinah (Illinois)              | 287 (+3)PO |
| 1974                                                           | Hale Irwin            | Stati Uniti      | Winged Foot Golf Club, West Course             | Mamaroneck                      | 287 (+7)   |
| 1973                                                           | Johnny Miller         | Stati Uniti      | Oakmont Country Club                           | Oakmont (Pennsylvania)          | 279 (−5)   |
| 1972                                                           | Jack Nicklaus (3)     | Stati Uniti      | Pebble Beach Golf Links                        | Pebble Beach                    | 290 (+2)   |
| 1971                                                           | Lee Trevino (2)       | Stati Uniti      | Merion Golf Club, East Course                  | Ardmore (Pennsylvania)          | 280 (E)PO  |
| 1970                                                           | Tony Jacklin          | Inghilterra      | Hazeltine National Golf Club                   | Chaska (Minnesota)              | 281 (−7)   |
| 1969                                                           | Orville Moody         | Stati Uniti      | Champions Golf Club, Cypress Creek Course      | Houston (Texas)                 | 281 (+1)   |
| 1968                                                           | Lee Trevino           | Stati Uniti      | Oak Hill Country Club, East Course             | Rochester (New York)            | 275 (−5)   |
| 1967                                                           | Jack Nicklaus (2)     | Stati Uniti      | Baltusrol Golf Club, Lower Course              | Springfield (New Jersey)        | 275 (−5)   |
| 1966                                                           | Billy Casper (2)      | Stati Uniti      | Olympic Club, Lake Course                      | San Francisco (California)      | 278 (−2)PO |
| 1965                                                           | Gary Player           | Sudafrica        | Bellerive Country Club                         | Saint Louis (Missouri)          | 282 (+2)PO |
| 1964                                                           | Ken Venturi           | Stati Uniti      | Congressional Country Club, Blue Course        | Bethesda (Maryland)             | 278 (−2)   |
| 1963                                                           | Julius Boros (2)      | Stati Uniti      | The Country Club, Composite Course             | Brookline (Massachusetts)       | 293 (+9)PO |
| 1962                                                           | Jack Nicklaus         | Stati Uniti      | Oakmont Country Club                           | Oakmont (Pennsylvania)          | 283 (−1)PO |
| 1961                                                           | Gene Littler          | Stati Uniti      | Oakland Hills Country Club, South Course       | Bloomfield Hills (Michigan)     | 281 (+1)   |
| 1960                                                           | Arnold Palmer         | Stati Uniti      | Cherry Hills Country Club                      | Cherry Hills Village (Colorado) | 280 (−4)   |
| 1959                                                           | Billy Casper          | Stati Uniti      | Winged Foot Golf Club, West Course             | Mamaroneck                      | 282 (+2)   |
| 1958                                                           | Tommy Bolt            | Stati Uniti      | Southern Hills Country Club                    | Tulsa (Oklahoma)                | 283 (+3)   |
| 1957                                                           | Dick Mayer            | Stati Uniti      | Inverness Club                                 | Toledo (Ohio)                   | 282 (+2)PO |
| 1956                                                           | Cary Middlecoff (2)   | Stati Uniti      | Oak Hill Country Club, East Course             | Rochester (New York)            | 281 (+1)   |
| 1955                                                           | Jack Fleck            | Stati Uniti      | Olympic Club, Lake Course                      | San Francisco (California)      | 287 (+7)PO |
| 1954                                                           | Ed Furgol             | Stati Uniti      | Baltusrol Golf Club, Lower Course              | Springfield (New Jersey)        | 284 (+4)   |
| 1953                                                           | Ben Hogan (4)         | Stati Uniti      | Oakmont Country Club                           | Oakmont (Pennsylvania)          | 283 (-5)   |
| 1952                                                           | Julius Boros          | Stati Uniti      | Northwood Club                                 | Dallas (Texas)                  | 281 (+1)   |
| 1951                                                           | Ben Hogan (3)         | Stati Uniti      | Oakland Hills Country Club, South Course       | Bloomfield Hills (Michigan)     | 287 (+7)   |
| 1950                                                           | Ben Hogan (2)         | Stati Uniti      | Merion Golf Club, East Course                  | Ardmore (Pennsylvania)          | 287 (+7)PO |
| 1949                                                           | Cary Middlecoff       | Stati Uniti      | Medinah Country Club, Course No. 3             | Medinah (Illinois)              | 286 (+2)   |
| 1948                                                           | Ben Hogan             | Stati Uniti      | Riviera Country Club                           | Pacific Palisades (California)  | 276 (-8)   |
| 1947                                                           | Lew Worsham           | Stati Uniti      | St. Louis Country Club                         | Saint Louis (Missouri)          | 282 (-2)PO |
| 1946                                                           | Lloyd Mangrum         | Stati Uniti      | Canterbury Golf Club                           | Beachwood (Ohio)                | 284 (-4)PO |
| 1942–1945: Non disputato a causa della seconda guerra mondiale |                       |                  |                                                |                                 |            |
| 1941                                                           | Craig Wood            | Stati Uniti      | Colonial Country Club                          | Fort Worth (Texas)              | 284 (E)    |
| 1940                                                           | Lawson Little         | Stati Uniti      | Canterbury Golf Club                           | Beachwood (Ohio)                | 287 (-1)PO |
| 1939                                                           | Byron Nelson          | Stati Uniti      | Philadelphia Country Club                      | Gladwyne (Pennsylvania)         | 284 (-4)PO |
| 1938                                                           | Ralph Guldahl (2)     | Stati Uniti      | Cherry Hills Country Club                      | Cherry Hills Village (Colorado) | 284 (E)    |
| 1937                                                           | Ralph Guldahl         | Stati Uniti      | Oakland Hills Country Club, South Course       | Bloomfield Hills (Michigan)     | 281 (+1)   |
| 1936                                                           | Tony Manero           | Stati Uniti      | Baltusrol Golf Club, Upper Course              | Springfield (New Jersey)        | 282 (-2)   |
| 1935                                                           | Sam Parks, Jr         | Stati Uniti      | Oakmont Country Club                           | Oakmont (Pennsylvania)          | 299 (+15)  |
| 1934                                                           | Olin Dutra            | Stati Uniti      | Merion Golf Club, East Course                  | Ardmore (Pennsylvania)          | 293 (+9)   |
| 1933                                                           | Johnny Goodman (Am)   | Stati Uniti      | North Shore Country Club                       | Glenview (Illinois)             | 287 (-1)   |
| 1932                                                           | Gene Sarazen (2)      | Stati Uniti      | Fresh Meadow Country Club                      | Queens (New York)               | 286 (+2)   |
| 1931                                                           | Billy Burke           | Stati Uniti      | Inverness Club                                 | Toledo (Ohio)                   | 292 (+4)PO |
| 1930                                                           | Bobby Jones (Am) (4)  | Stati Uniti      | Interlachen Country Club                       | Edina (Minnesota)               | 287 (-1)   |
| 1929                                                           | Bobby Jones (Am) (3)  | Stati Uniti      | Winged Foot Golf Club, West Course             | Mamaroneck                      | 294PO      |
| 1928                                                           | Johnny Farrell        | Stati Uniti      | Olympia Fields Country Club                    | Olympia Fields (Illinois)       | 294PO      |
| 1927                                                           | Tommy Armour          | Stati Uniti      | Oakmont Country Club                           | Oakmont (Pennsylvania)          | 301PO      |
| 1926                                                           | Bobby Jones (Am) (2)  | Stati Uniti      | Scioto Country Club                            | Columbus (Ohio)                 | 293        |
| 1925                                                           | Willie Macfarlane     | Scozia           | Worcester Country Club                         | Worcester (Massachusetts)       | 291PO      |
| 1924                                                           | Cyril Walker          | Inghilterra      | Oakland Hills Country Club, South Course       | Bloomfield Hills (Michigan)     | 297        |
| 1923                                                           | Bobby Jones (Am)      | Stati Uniti      | Inwood Country Club                            | Inwood (New York)               | 296PO      |
| 1922                                                           | Gene Sarazen          | Stati Uniti      | Skokie Country Club                            | Glencoe (Illinois)              | 288        |
| 1921                                                           | Jim Barnes            | Stati Uniti      | Columbia Country Club                          | Chevy Chase (Maryland)          | 289        |
| 1920                                                           | Ted Ray               | Jersey           | Inverness Club                                 | Toledo (Ohio)                   | 295        |
| 1919                                                           | Walter Hagen (2)      | Stati Uniti      | Brae Burn Country Club, Main Course            | West Newton (Massachusetts)     | 301PO      |
| 1917–1918: Non disputato a causa della prima guerra mondiale   |                       |                  |                                                |                                 |            |
| 1916                                                           | Chick Evans (Am)      | Stati Uniti      | The Minikahda Club                             | Minneapolis (Minnesota)         | 286        |
| 1915                                                           | Jerome Travers (Am)   | Stati Uniti      | Baltusrol Golf Club                            | Springfield (New Jersey)        | 297        |
| 1914                                                           | Walter Hagen          | Stati Uniti      | Midlothian Country Club                        | Midlothian (Illinois)           | 290        |
| 1913                                                           | Francis Ouimet        | Stati Uniti      | The Country Club                               | Brookline (Massachusetts)       | 304PO      |
| 1912                                                           | John McDermott (2)    | Stati Uniti      | Country Club of Buffalo                        | Buffalo (New York)              | 294        |
| 1911                                                           | John McDermott        | Stati Uniti      | Chicago Golf Club                              | Wheaton                         | 307PO      |
| 1910                                                           | Alex Smith (2)        | Scozia           | Philadelphia Cricket Club, St. Martin's Course | Filadelfia                      | 298PO      |
| 1909                                                           | George Sargent        | Inghilterra      | Englewood Golf Club                            | Englewood                       | 290        |
| 1908                                                           | Fred McLeod           | Scozia           | Myopia Hunt Club                               | South Hamilton (Massachusetts)  | 322PO      |
| 1907                                                           | Alec Ross             | Scozia           | Philadelphia Cricket Club, St. Martin's Course | Philadelphia (Pennsylvania)     | 302        |
| 1906                                                           | Alex Smith            | Scozia           | Onwentsia Club                                 | Lake Forest (Illinois)          | 295        |
| 1905                                                           | Willie Anderson (4)   | Scozia           | Myopia Hunt Club                               | South Hamilton (Massachusetts)  | 314        |
| 1904                                                           | Willie Anderson (3)   | Scozia           | Glen View Club                                 | Golf                            | 303        |
| 1903                                                           | Willie Anderson (2)   | Scozia           | Baltusrol Golf Club                            | Springfield (New Jersey)        | 307PO      |
| 1902                                                           | Laurie Auchterlonie   | Scozia           | Garden City Golf Club                          | Garden City                     | 307        |
| 1901                                                           | Willie Anderson       | Scozia           | Myopia Hunt Club                               | South Hamilton (Massachusetts)  | 331PO      |
| 1900                                                           | Harry Vardon          | Jersey           | Chicago Golf Club                              | Wheaton (Illinois)              | 313        |
| 1899                                                           | Willie Smith          | Scozia           | Baltimore Country Club, East Course            | Baltimora (Maryland)            | 315        |
| 1898                                                           | Fred Herd             | Scozia           | Myopia Hunt Club                               | South Hamilton (Massachusetts)  | 328        |
| 1897                                                           | Joe Lloyd             | Inghilterra      | Chicago Golf Club                              | Wheaton                         | 162        |
| 1896                                                           | James Foulis          | Scozia           | Shinnecock Hills Golf Club                     | Shinnecock Hills                | 152        |
| 1895                                                           | Horace Rawlins        | Inghilterra      | Newport Country Club                           | Newport                         | 173        |

PO = Vittoria al play-off

Am = Amateur

## Premi
Il vincitore del torneo riceve una copia del trofeo degli U.S. Open, che può conservare per un anno fino alla successiva edizione del torneo; in quell'occasione riceve una copia più piccola del trofeo che diventa di sua proprietà. Inizialmente il campione riceveva il trofeo originale per un anno, finché nel 1946 il trofeo fu coinvolto nell'incendio del club Tam O'Shanter, dove il campione in carica dell'epoca, Lloyd Mangrum, lo aveva esposto; ne fu allora creata una copia, consegnata al vincitore dal 1947 al 1986, quando fu ritirata ed esposta al museo della USGA.
Il vincitore riceve anche una medaglia, che dal 2012 è chiamata "medaglia Jack Nicklaus", riceve l'invito ai successivi dieci U.S. Open e alle successivi cinque edizioni degli altri tre major.

## Record
- Vincitore più anziano: Hale Irwin (45 anni, 15 giorni), 1990[8]
- Vincitore più giovane: John McDermott (19 anni, 315 giorni), 1911[8]
- Più volte vincitore: 4, Willie Anderson, Bobby Jones, Ben Hogan e Jack Nicklaus[8]
- Score più basso su 72 buche: 268, Rory McIlroy, 2011[8]
- Score più basso in relazione al Par su 72 buche: -16 (65-66-68-69=268), Rory McIlroy, 2011[8]
- Vittoria col margine più alto: 15 colpi, Tiger Woods, 2000[1]
- Punteggio più basso in 18 buche: 63 -8 Johnny Miller, 1973; Jack Nicklaus, 1980; Tom Weiskopf, 1980; Vijay Singh, 2003;[8] 63 -7 Tommy Fleetwood, 2018.[9]
- Nuovo punteggio più basso in 18 buche e record: 63 -9 Justin Thomas, 2017 (a differenza dei precedenti, chiude in 63 colpi con un - 9 rispetto a 63 -8).

## Distribuzione TV
A partire dal torneo del 2020, NBCUniversal detiene i diritti televisivi nazionali (con copertura su NBC, USA Network e Peacock), avendo rilevato il resto dell'accordo di 12 anni con l'USGA firmato da Fox Sports nel 2013 che le conferiva i diritti esclusivi sull'USGA campionati dal 2015 al 2026.